# No More Sad Songs
No More Sad Songs – piosenka pochodząca z czwartego studyjnego albumu brytyjskiego girlsbandu, Little Mix, Glory Days, wydanego w 2016 roku. Tekst do niej został napisany przez Emily Warren, Edvarda Førre Erfjorda, Henrika Michelsena, i Tash Phillips, a produkcją zajęła się grupa Electric i Joe Kearns. Wersja zremiksowana, wraz z gościnnym udziałem amerykańskiego rapera, Machine'a Guna Kelly'ego została wydana 3 marca 2017 roku nakładem wytwórni Syco Entertainment jako trzeci singiel z krążka. Znajduje się ona też na reedycji ich albumu, Glory Days: The Platinum Edition, która została wydana w tym samym roku. Piosenka miała swoje najwyżej notowane miejsce na liście UK Singles Chart, piętnaste, jako najwyżej notowany singiel z płyty.

## Tło i wydanie
1 marca 2017 roku, Little Mix na swoim Twitterze potwierdziły każdą informację, oraz datę wydania singla, 3 marca 2017.

## Klip video
W środę, 29 marca 2017 roku, teledysk wyreżyserowany przez Marca Klasfelda został dodany na oficjalny kanał Vevo grupy. Jego akcja dzieje się w Nashville, oraz jest inspirowana filmem z 2000 roku, Wygrane marzenia. W klipie grupa bawi się w modnym saloonie, tańcząc, śpiewając, grając w bilarda, ujeżdżając mechanicznego byka, i lejąc się wodą.

## Historia wydania
| Region            | Data wydania | Format(y)                          | Wytwórnia | Przyp. |
| ----------------- | ------------ | ---------------------------------- | --------- | ------ |
| Stany Zjednoczone | 3 marca 2017 | Digital download • streamingowanie | Syco      | [ 4 ]  |